# Serendib suthepica
Serendib suthepica är en spindelart som beskrevs av Christa L. Deeleman-Reinhold 2001.
Serendib suthepica ingår i släktet Serendib och familjen flinkspindlar. Inga underarter finns listade i Catalogue of Life.